# Erwartung
Erwartung (Isčekivanje), op. 17, monodrama je u jednom činu i četiri scene Arnolda Schönberga po libretu Marie Pappenheim. Napisan 1909. godine, prvi put je praizveden 6. lipnja 1924. u Novom Njemačkom kazalištu u Pragu, pod ravnanjem Aleksandra Zemlinskog s Marie Gutheil-Schoder kao sopranisticom.

## Povijest
Djelo poprima neobičan oblik monologa za sopranističkog solista u pratnji velikog orkestra. Što se tiče performansi, traje oko pola sata. Ponekad je uparen s operom Béle Bartók "Bluebeardov dvorac" (1911.), jer su ta dva djela bila otprilike suvremena i dijele slične psihološke teme. Schönbergov sažeti opis Erwartunga bio je sljedeći:
Muzikolog Charles Rosen rekao je da je Erwartung, zajedno s Bergovom operom Wozzeckom i Stravinskijevim Posvećenjem proljeća, među "neprobojnim" "velikim spomenicima modernizma".

## Uloge
- Žena (sopran)

## Radnja
Vrijeme: Noć
Mjesto: Šuma
Žena je u stanju straha dok traži svog ljubavnika. U tami susreće ono što prvo misli da je tijelo, ali onda shvati da je to deblo. Uplašena je i postaje zabrinuta jer ne može pronaći čovjeka kojeg traži. Onda nađe leš i vidi da je to njen ljubavnik. Traži pomoć, ali nema odgovora. Pokušava ga oživjeti i obraća mu se kao da je još uvijek živ, ljutito ga optužujući da joj je nevjeran. Pita se kakve veze ima više s vlastitim životom, budući da je njezin ljubavnik sada mrtav. Na kraju, ona odlazi sama u noći.

## Orkestracija
- 3 flaute, pikolo, 4 oboe, 4 klarineta, bas klarinet, 3 fagota, kontrafagot
- 4 horne, 3 trube, 4 trombona, tuba
- timpani, ksilofon, glockenspiel, činele, grancassa, mali bubanj, triangl, tam-tam, maracas
- celesta
- harfa, violine I i II, viole, violončela, kontrabasi